# Boson de Benonces
Boson de Benonces, OCat, né peut-être à Ambronay ou Saint-Sorlin et mort un 10 janvier vers 1152 à la chartreuse de Portes, est l'un des premiers moines de Portes à partir de 1115 ou 1116. D'abord moine de la Grande Chartreuse, il est envoyé avec Aymard et Pierre par le prieur Guigues Ier aux cofondateurs de Portes, Ponce et Bernard Ier, afin de leur apprendre les coutumes de Chartreuse.
Des années plus tard, en 1135, il succède à Ponce à la charge de procureur. Boson est apparenté à Anthelme de Chignin, qui fut évêque de Belley, ainsi que prieur de la Grande Chartreuse et de Portes. Le moine Boson obtient de devenir un moine du cloître à la fin de sa vie, et il décède vers 1152. Humbert de Baugé, archevêque de Lyon, fait inscrire son nom au nécrologue de son église : « III idus januarii [10 janvier] obierunt […] Boso Portarum monachus et levita ». Il reste dans la mémoire comme ayant eu une intelligence remarquable, un grand sens du travail et une mort pieuse.